# Adrian Fartade
Adrian Fartade (* 2. dubna 1987 Bacău) je rumunský naturalizovaný italský popularizátor vědy, youtuber a spisovatel, který se věnuje převážně astronomii a kosmonautice.

## Život

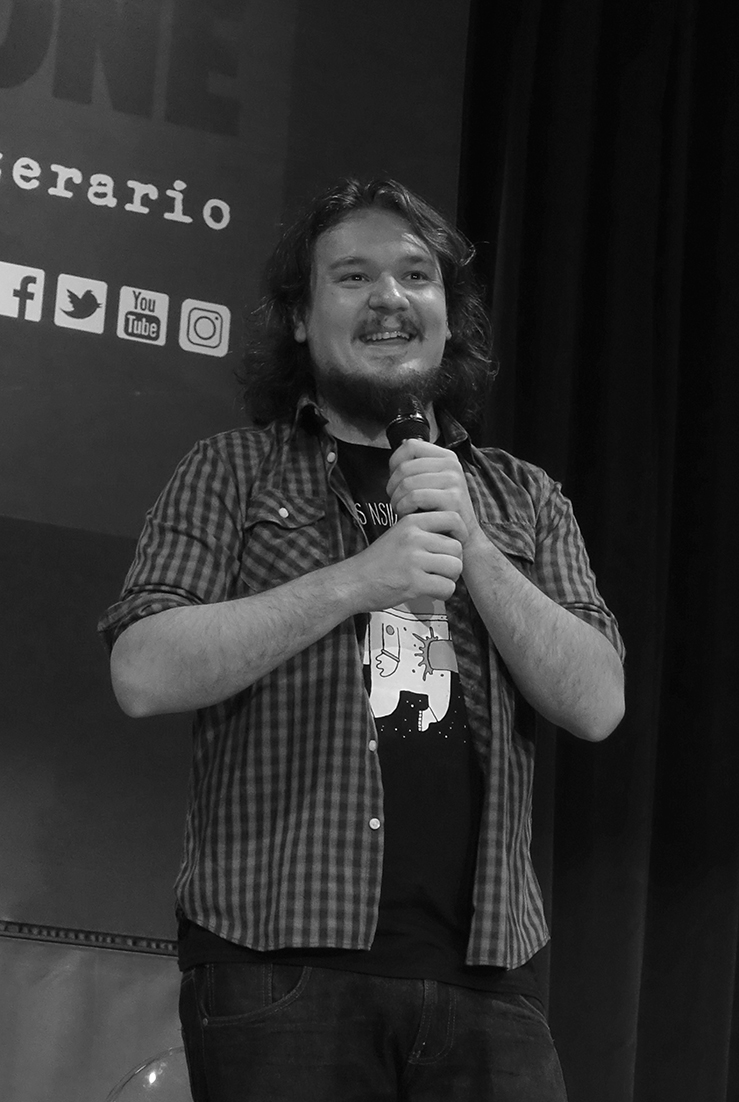
Adrian Fartade

Narodil se v rumunském městě Bacău, v 15 letech se přestěhoval do Itálie, kde na střední škole studoval informatiku a na univerzitě v Sieně vystudoval historii a filozofii (se zaměřením na přírodní vědy a astronomii). Současně studoval herectví na Nuova Accademia di Teatro d'Arte. S vášní pro astronomii vytvořil v roce 2009 webovou platformu Link2universe a také kanál Link4Universe na YouTube, kde diskutuje o nejnovějších objevech v astronomii a vývoji astronautického odvětví.
Byl hostem různých televizních a rozhlasových pořadů, například Radio Deejay a Rai Radio 2, a podílel se na pořadu C'è spazio, vysílaném na televizním kanálu TV2000. Vedl přednášky o výzkumu vesmíru v různých italských školách a divadlech. Spolu s Lucou Perrim vytvořil čtyři podcasty pro Audible: VS - Verso lo Spazio, IgNobel - L'utilità dell'inutilità scientifica, Astrobio - I grandi personaggi dell'astronomia a -Cineastri-.
Byl také hostitelem podcastů, jako je Muschio selvaggio a docu-cast (docufilm podcast) s názvem Infodemic: il virus siamo noi, jehož autory a hostiteli jsou Luca Perri a Barbascura X.
Od června 2022 se podílí na pořadu Rai 2 Drusilla e l'almanacco del giorno dopo, který moderuje Drusilla Foer, v rubrice L'astronomo del giorno dopo.
Dne 9. června 2022 se přihlásil ke své nebinární genderové identitě.
Dne 15. prosince 2022 získal spolu s Leem Ortolanim a Lucou Perrim Národní cenu Giancarla Dosiho za vědecké odhalení (zvláštní sekce „Popularizační knihy pro děti“) za knihu Apollo Credici. Un game book spaziale.

## Televize
- C'è spazio (TV2000, 2018–2019)
- Infodemic: il virus siamo noi, docufilm/podcast (Prime Video, 2021)
- Drusilla e l'almanacco del giorno dopo (Rai 2, 2022)

## Podcasty
- Spoluautor: Luca Perri, VS - Verso lo Spazio, 16 dílů (Audible, říjen 2019)
- Spoluautor: Luca Perri, Astrobio - I grandi personaggi dell'astronomia, 28 dílů (Audible, květen 2020)
- Spoluautor: Luca Perri, IgNobel - L'utilità dell'inutilità scientifica, 16 dílů (Audible, listopad 2020)
- Spoluautor: Luca Perri, Cineastri , 12 dílů (Audible, září 2022)
- Spoluautor: Luca Perri, Cineastri - il ritorno, 10 dílů (Audible, prosinec 2023)

## Literární tvorba

### Esej
- A piedi nudi su Marte. Viaggio nel sistema solare interno: 4 pianeti, 3 lune e una stella coi fiocchi, Milano, Rizzoli, 2018. ISBN 978-88-586-9304-9.
- Su Nettuno piovono diamanti. Da Giove a Ultima Thule: viaggio ai confini del sistema solare, Milano, Rizzoli, 2019. ISBN 978-88-586-9639-2.
- Come acchiappare un asteroide. Viaggio alla scoperta dei corpi celesti minori che ci aiuteranno a salvare la Terra, Milano, Rizzoli, 2020. ISBN 978-88-318-0016-7.

### Librogame
- Spoluautoři: Luca Perri a Leo Ortolani, Apollo credici. Un game book spaziale, Novara, De Agostini, 2021. ISBN 978-88-5119-647-9.

## Ocenění
Forbes TOP Creator Awards
- 2023 – redakční ocenění (oblast vzdělávání)